# Sport de contact
Un sport de contact est un sport caractérisé par des contacts physiques entre joueurs, à l'exemple de certains jeux de balle (rugby, football, handball et football américain notamment) ou des sports de combat.
L'expression « sport de contact » désigne parfois les sports de combat.